# San Gregorio Magno (Padova)
San Gregorio Magno o più semplicemente San Gregorio è un rione situato tra quello di Terranegra e la Zona Industriale del Comune di Padova.

## Storia
Nel 1294 Enrico degli Scrovegni riceve la concessione di erigere il monastero di Sant'Orsola lungo il fiume Roncajette e di donarlo all'Ordine cistercense, unico esempio nel territorio padovano. Nel 1402 il monastero viene donato ai frati minori divenendo convento.

### Novecento
Il 20 aprile 1944 San Gregorio, come la limitrofa Terranegra, fu colpita da un bombardamento aereo alleato che causò 180 caduti civili. Nell'alluvione del 5 novembre 1966 ci fu la rottura del canale Roncajette.
Nel secondo Novecento l'area è stata interessata dalla costruzione e ampliamento della Zona Industriale di Padova, che ha causato anche lo spostamento della parrocchia.

## Monumenti e luoghi d'interesse

### Antica chiesa di San Gregorio
L'antica chiesa viene nominata già in epoca medievale, da cui deriva il titolo di parrocchia priorale.

### Nuova chiesa di San Gregorio
Con pregevoli opere d'arte provenienti dall'antica chiesa e dal soppresso convento di Sant'Orsola.

### Convento di Sant'Orsola
Fondato come monastero cistercense, dopo la donazione del 1294 il monastero cadde in abbandono fino al 1402 quando venne donato ai frati dell'Osservanza francescana. Fu trasformato in convento e ospitò tra gli altri Bernardino da Feltre durante il periodo di noviziato. Il convento venne chiuso definitivamente nel 1769. Divenuto dapprima villa di campagna è attualmente una casa rurale, dove sono visibili alcuni resti del complesso.

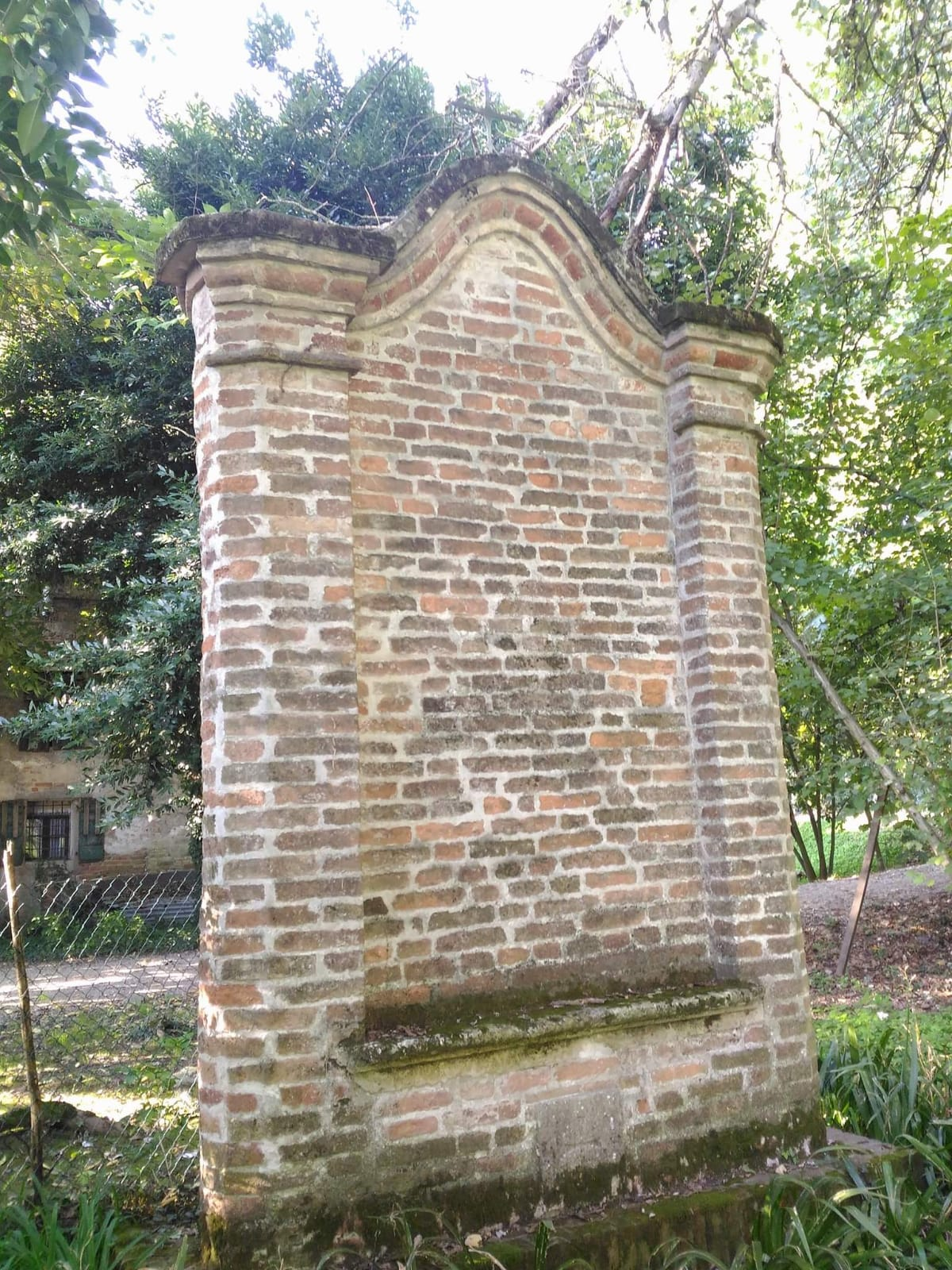
Edicola presente lungo via Sant'Orsola vecchia e già appartenente al convento.

### Museo alpini
Nella sede del "Gruppo Padova San Gregorio Magno" è stato allestito un museo con reperti storici della prima e della seconda guerra mondiale. Il gruppo ha sede a San Gregorio dal 1979.

## Infrastrutture e trasporti
Oltre ai collegamenti stradali, il rione è collegato ad altre frazioni di Padova tramite il canale Scaricatore e i suoi argini. La ferrovia, che si avvale anche di una sopraelevata, è ad uso industriale e commerciale.